# Charles Pain
Charles Pain est un écrivain français, auteur de roman policier.

## Biographie
Il publie chez Plon et aux éditions Ferenczi & fils des romans policiers où se multiplient « les scènes de torture, de crimes sanglants et de remarques xénophobes ». Pour les éditions Ombres et Lumière, il crée en 1934 le détective Henri Passeret, héros qui doit plus d'une fois affronter les Thugs, sortes de brutes sanguinaires, notamment dans Les Thugs se vengent et La Maison des cent douleurs.

## Œuvre

### Romans

#### SérieHenri Passeret
- Les Bourreaux espions, Éditions Ombre et Lumière, coll. « Les Meilleurs romans policiers » no 2 (1934)
- L'Autocar infernal, Éditions Ombre et Lumière, coll. « Les Meilleurs romans policiers » no 3 (1934)
- La Mort sans nom, Éditions Ombre et Lumière, coll. « Les Meilleurs romans policiers » no 4 (1934)
- On a volé M. Deibler, Éditions Ombre et Lumière, coll. « Les Meilleurs romans policiers » no 5 (1934)
- Le Dossier 3 407, Éditions Ombre et Lumière, coll. « Les Meilleurs romans policiers » no 7 (1934)
- L'Écorché de l'avenue Montaigne, Éditions Ombre et Lumière, coll. « Les Meilleurs romans policiers » no 10 (1934)
- L'Horrible Vengeance de Master Sweet, Éditions Ombre et Lumière, coll. « Les Meilleurs romans policiers » no 13 (1934)
- Les Cinq Fous de Calmadoré, Éditions Ombre et Lumière, coll. « Les Meilleurs romans policiers » no 15 (1934)
- Peary Bouvard et Cie, Éditions Ombre et Lumière, coll. « Les Meilleurs romans policiers » no 16 (1934)
- Les Thugs se vengent, Éditions Ombre et Lumière, coll. « Les Meilleurs romans policiers » no 22 (1934)
- La Maison des cent douleurs, Éditions Ombre et Lumière, coll. « Les Meilleurs romans policiers » no 25 (1934)

#### Autres romans
- L'Homme qui assassina les peuples, Plon, coll. « collection parisienne » (1925)
- L'Énigme du building, Ferenczi & fils, coll. « Police et Mystère » no 69 (1933)
- Les Gangsters de la drogue, Ferenczi & fils, coll. « Crime et Police » no 35 (1933)
- Le Grand Baroud noir, Plon, coll. « collection parisienne » no 17 (1934)

## Sources
: document utilisé comme source pour la rédaction de cet article.
- Claude Mesplède (dir.), Dictionnaire des littératures policières, vol. 2 : J - Z, Nantes, Joseph K, coll. « Temps noir », 2007, 1086 p. (ISBN 978-2-910-68645-1, OCLC 315873361), p. 480.